# Euscyrtus intermedius
Euscyrtus intermedius är en insektsart som beskrevs av Sigfrid Ingrisch 1987. Euscyrtus intermedius ingår i släktet Euscyrtus och familjen syrsor. Inga underarter finns listade i Catalogue of Life.